# شهرستان اوروس-مارتانوفسکی
شهرستان اوروس-مارتانوفسکی (به لاتین: Urus-Martanovsky District) یک منطقهٔ مسکونی در روسیه است که در چچن واقع شده‌است.